# Law & Order: Criminal Intent (seizoen 9)
Dit artikel vat het negende seizoen van Law & Order: Criminal Intent samen.

## Hoofdrollen
- Jeff Goldblum - rechercheur Zack Nichols
- Saffron Burrows - rechercheur Serena Stevens
- Mary Elizabeth Mastrantonio - hoofd recherche Zoe Callas
- Leslie Hendrix - dr. Elizabeth Rodgers

## Terugkerende rollen
- Vincent D'Onofrio - rechercheur Robert Goren
- Kathryn Erbe - rechercheur Alexandra Eames
- Mike Pniewski - chief recherche Kenny Moran

## Afleveringen
| Nr. | Aflevering | Titel                        | Regisseur        | Schrijver(s)                    | Selectie gastrollen | Uitzenddatum  |  |
| --- | ---------- | ---------------------------- | ---------------- | ------------------------------- | --- | ------------- |  |
| 172 | 1          | Loyalty: Deel 1              | Jean de Segonzac | Walon Green                     | Eric Bogosian - hoofd recherche Danny Ross Ato Essandoh - Hassan Condola Rashad - Kadra John Sharian - Jan Van Dekker David Pittu - Roy Loftin David Zayas - Stanley Maas Ewa Da Cruz - Marya                                                                     | 30 maart 2010 |  |
| Op de oceaan vlak bij Somalië voert wapenhandelaar Taras Broidy een safari met rijke gewapende toeristen. Zij openen het vuur op, wat zij eerst dachten piraten, maar in werkelijkheid was het een sjeik en zijn nieuwe bruid. Het nieuws van de dood van de sjeik bereikt twee van zijn kinderen, Hassan en Kadra, in New York als Broidy, Roy Loftin en Jan Van Dekker de voltooiing van hun uitgevoerde plan vieren. Nu de sjeik dood is kunnen zij een wapendeal afronden en kunnen een eigen politiemacht opzetten onder hun controle in de Hoorn van Afrika. Na een nacht van feesten worden Broidy en zijn vriendin Marya vermoord gevonden onder de Brooklyn Bridge, beide door het hoofd geschoten. Goren en Eames gaan hierna op onderzoek uit en ontdekken al snel dat Broidy samen met Van Dekker een beveiligingsbedrijf runde, en dat dit bedrijf het doel was van een onderzoek van de Federale overheid. Wanneer de rechercheurs dit tegen hun baas Ross vertellen zegt hij hen met het onderzoek te stoppen omdat de FBI al met het onderzoek bezig is. Uit nieuwsgierigheid gaan de rechercheurs toch door met het onderzoek, zij vinden een e-mail van Broidy aan Loftin waarin vermeld staat dat zij een zekere Ross willen belonen met $ 2 miljoen. Later zien zij Ross een vrouw ontmoeten en denken dat hij met haar een romantische relatie heeft. Ondertussen studeert Hassan met een Moellah om zo snel de geschiedenis van zijn land en zijn geloof te ontdekken. Hij wordt onder druk gezet door zijn zus Kadra om zijn relatie met de Amerikaanse Jill Peak te verbreken. Goren is bezorgd over de betrokkenheid van Ross in de zaak en brengt als burger een bezoek aan Loftin, wat zijn verdenkingen aansterkt. Hassan ontdekt dat Ross undercover werkt voor de FBI en de Federale overheid, dit is gebaseerd op foto's waarop Ross zijn contacten spreekt. Ross wordt in de val gelokt met een Rendez-vous, hier wordt hij doodgeschoten door een man van Hassan. Later wordt het lichaam gevonden van Loftin, en als de rechercheurs Van Dekker bijna tot een bekentenis hebben uitgelokt wordt hij ineens meegenomen door de FBI. |            |                              |                  |                                 | |               |  |
| 173 | 2          | Loyalty: Deel 2              | Jean de Segonzac | Barbara Hall                    | Ato Essandoh - Hassan Condola Rashad - Kadra John Sharian - Jan Van Dekker David Zayas - Stanley Maas Amy Landecker - agente Stahl Jicky Schnee - Jill Peek | 6 april 2010  |  |
| De enige connectie met de moord op Ross is Van Dekker, de enige die de moordaanslag door Hassan heeft overleefd. De rechercheurs willen hem hebben voor ondervraging, maar hij zit onder de beveiliging van de FBI. Van Dekker is de connectie met de Somalische wapenhandel. De Amerikaanse overheid regelde een transfer van illegale wapens naar Hassan, de wapens zijn uitgerust met GPS-systemen. Hassan wil de wapens doorverkopen naar terroristenkampen in Somalië, door de GPS kan Amerika die kampen dan aanvallen. FBI agente Wendy Stahl heeft niet de intentie om Van Dekker over te dragen aan de rechercheurs. Goren is het hier niet mee eens en probeert hem toch te krijgen, dit loopt uit op een schorsing van hem. Op het moment dat Goren geschorst wordt komt de nieuwe rechercheur Serena Stevens binnen, en is getuige van dit moment. Ondertussen komt Hassan erachter, door de elektronica-expert R.J. Patel die voor hem werkt, dat de wapens voorzien zijn van GPS. Patel kan de GPS uitschakelen maar Hassan beseft dan dat, als hij dit laat doen, de overheid hier meteen achter komt. Van Dekker is vrijgelaten door de FBI en zoekt dan contact op met Hassan, hij zweert tegen hem dat hij niets losgelaten heeft tegen de FBI. Ondanks Van Dekker uit vertrouwen de gecremeerde resten van zijn vader aan Hassan geeft schiet Hassan hem toch dood. Kadra weet dat Hassan al de moorden heeft geregeld en is nu bang dat er een vloek over hen rust. Zij eist nog steeds dat Hassan de relatie verbreekt met zijn Amerikaanse vriendin Jill, hij wil haar vergiftigen maar ziet er op het laatste moment er toch vanaf. FBI agente Stahl hoort van de dood van Van Dekker en is bang dat Goren uit wraak hem gedood heeft. Zij dwingt Eames om aan Goren een alibi te vragen, dit kan Goren niet. Hij vertelt wel aan Eames dat hij een geldspoor heeft ontdekt van Loftin naar de venture kapitalist Milgram. Goren is ervan overtuigd dat Milgram de financiële man is achter de schermen van de wapensmokkel. Goren spreekt Milgram aan en vraagt hem uit voor informatie. Milgram vertelt hem dat de wapens nu opgeslagen liggen in een pakhuis van hem, dit leidt Goren weer naar Patel. Wanneer Gorden Patel confronteert met deze feiten wordt hij geblinddoekt en onder bedreiging in een busje gezet. Op de plaats van bestemming komt Goren ineens oog in oog te staan met FBI agente Stahl, zij legt hem uit dat de FBI door GPS de wapens kan volgen. Patel werkt ook voor de FBI en verzekert hun dat de GPS niet uitgeschakeld is. Goren wil meehelpen met de operatie, ondanks Stahl hem waarschuwt dat zij er niet voor kan zorgen dat de schorsing opgeheven wordt. Nichols, Eames en Stevens met een huiszoekingsbevel naar het huis van Hassan voor onderzoek. Zij vinden daar bewijzen voor plannen van een staatsgreeppoging. Ondertussen krijgt Eames van de chief recherche te horen dat zij hoofd recherche kan worden, mits zij Goren ontslaat. Jill wordt in haar huis doodgeschoten, en de rechercheurs realiseren dat deze moord anders is als de eerdere moorden. Zij vermoeden dat deze moord door iemand anders gepleegd is. Nichols ondervraagt Hassan en Kadra en kan misschien bewijzen dat Hassan achter de dood van hun vader zit. Kadra bekent dan achter de moord van Jill te zitten, dit omdat zij Jill als een bedreiging zag. Zij kan echter niet verdragen dat Hassan verantwoordelijk is voor de dood van hun vader en vertelt dat zij bewijzen heeft voor de moorden die Hassan gepleegd heeft. Op het politiebureau wil Hassan bijna de moorden bekennen als Goren hen komt storen. Hij ligt hen in over het onderzoek van de FBI en hun plan om de wapens te volgen. Hij vraagt hen om Hassan door te laten gaan met de wapenlevering om zo miljoenen levens te redden in Somalië. Nichols gaat hier schoorvoetend mee akkoord, maar als Hassan het politiebureau wil verlaten waarschuwt hij hem dat er misschien iemand wraak wil nemen voor de dood van de vader van Hassan. Op het eind ontslaat Eames Goren en levert hierna haar penning in en neemt ook ontslag. |            |                              |                  |                                 | |               |  |
| 174 | 3          | Broad Channel                | Omar Madha       | Mark Malone                     | Adam Trese - rechercheur Atwater James Biberi - rechercheur Ryan Fields Timothy Devlin - rechercheur Russell Marin Hinkle - Moira Boyle Thomas McDonell - Eddie Boyle David Vadim - Valeyev Kevin Conway - Jackie Dooley                                          | 13 april 2010 |  |
| Wanneer een rechercheur in Queens wordt doodgeschoten worden Nichols en Stevens op het onderzoek gezet. Nichols ontmoet daar een oude vijand, de Ierse misdaadkoning Jackie Dooley. Het onderzoek wordt meer gecompliceerd als een lokale ambitieuze politieagent zich met het onderzoek gaat bemoeien. |            |                              |                  |                                 | |               |  |
| 175 | 4          | Delicate                     | Tom DiCillo      | Nicole Mirante-Matthews         | Vivien Cardone - Paulette Bartol Melissa Benoist - Jessalyn Kerr Kelly Deadmon - mrs. Kerr Christopher Durham - mr. Kerr Lorenzo Pisoni - Ethan Johns | 20 april 2010 |  |
| Wanneer een getalenteerde ballerina wordt vermoord gaan Nichols en Stevens op onderzoek uit. Het onderzoek leidt hen naar een mentaal onstabiele klasgenoot die een relatie heeft met een rivale van het slachtoffer. |            |                              |                  |                                 | |               |  |
| 176 | 5          | Gods & Insects               | Jonathan Herron  | Ted Sullivan                    | Dominic Fumusa - Nathan Grayson Jim True-Frost - David Novak Kate Jennings Grant - Cynthia Novak Karen Olivo - Sierra Brandis Bree Williamson - Amber Donelli | 27 april 2010 |  |
| Wanneer een escortdame wordt vermoord gaan Nichols en Stevens op onderzoek uit. Het onderzoek wijst uit dat het slachtoffer stiekem foto's maakte van haar klanten en deze doorspeelde naar een prominente roddelcolumnist. Het spoor leidt hen dan naar een in ongenade gevallen irakoorlogveteraan die nu als bankmanager werkt. |            |                              |                  |                                 | |               |  |
| 177 | 6          | Abel & Willing               | Kevin Bray       | Michael Angeli                  | Dallas Roberts - dr. Abel Hazard Derek Cecil - Ted Stoddard Nadia Bowers - Linda Stoddard Eleanor Hutchins - Veronica Kalen Brenda Withers - Emma Niles | 4 mei 2010    |  |
| Wanneer een man zijn echtgenote doodschiet gaan Nichols en Stevens op onderzoek uit. Zij merken als snel dat de zaak gecompliceerder ligt als het lijkt. Hun onderzoek leidt hen naar een sociaal wetenschapper, deze voert rare sociale experimenten uit op koppels. Deze experimenten moeten uitwijzen wat de grenzen zijn van de mens nadat zij onmogelijke keuzes voorgelegd krijgen. |            |                              |                  |                                 | |               |  |
| 178 | 7          | Love Sick                    | Jim Hayman       | Nicole Mirante-Matthews         | Caroline Dhavernas - Maya Sills Michael Gladis - Randall Tom Kemp - omm Joe Megan Tusing - Rachel Melham Dash Mihok - Damon Kerrigan | 11 mei 2010   |  |
| Wanneer een vrouw wordt vermoord gaan Nichols en Stevens op onderzoek uit. Het slachtoffer werd na de moord schoongemaakt en aangekleed als een prostituee. Het onderzoek leidt hen naar een ziekenhuis waar het slachtoffer voor het laatst levend gezien werd. Verder onderzoek geeft hun twee verdachten, een verpleegster en een man die verliefd is op de verpleegster. Nu moeten zij uitzoeken wie van deze twee de dader is. |            |                              |                  |                                 | |               |  |
| 179 | 8          | Love on Ice                  | Ken Girotti      | David Klass James Sadwith       | William Mapother - John Silvestri Erin Dilly - Anne Silvestri Josh Stamberg - dr. Chris Denardi Karl Bury - Greg Foster Tina Benko - mrs. O'Doyle Joshua Burrow - Bailey O'Doyle                                                                                  | 18 mei 2010   |  |
| Wanneer een ex-honkbalspeler doodgeslagen wordt met een honkbalknuppel gaan Nichols en Stevens op onderzoek uit. Het onderzoek wijst uit dat hij deel uitmaakte van een vriendengroep sinds de middelbare school, en dat zij allen gechanteerd werden over de dood van een kind tweeëntwintig jaar geleden. Als er meerdere vrienden dood gevonden worden, moeten de rechercheurs zien achter te komen wat er tweeëntwintig jaar geleden werkelijk gebeurd is. |            |                              |                  |                                 | |               |  |
| 180 | 9          | Traffic                      | Chris Zalla      | Antoniette Stella               | Bill Sage - Forrest Caruso Tracy Pollan - Patricia Caruso Conor Leslie - Mia Caruso Ian Kahn - Frank Bolinger John Bolger - Connor James | 25 mei 2010   |  |
| Wanneer een hoofdredacteur wordt vermoord gaan Nichols en Stevens op onderzoek uit. Het onderzoek leidt hen als eerste naar de Russische maffia, later ontdekken zij dat het slachtoffer een relatie had met de dochter van de redacteur die hem vervangen had. Nu moeten de rechercheurs uitzoeken wie de werkelijke dader is. |            |                              |                  |                                 | |               |  |
| 181 | 10         | Disciple                     | Christine Moore  | Walon Green Michael Angeli      | Ryan O'Nan - Dale Grisco McCaleb Burnett - Ernie AntPaul Calderón - Marcus Feingold Chance Kelly - Elvis Howell Lorraine Bracco - directrice opvangtehuis | 1 juni 2010   |  |
| Wanneer een vermoord lichaam wordt ontdekt op een bouwlocatie gaan Nichols en Stevens op onderzoek uit. De werkwijze van de moordenaar wijst naar een seriemoordenaar die zes maanden geleden is geëxecuteerd. De rechercheurs staan nu voor de vraag, is een na-aper actief of is er zes maanden geleden een verkeerde man geëxecuteerd. Vooral Stevens wil achter de waarheid komen omdat zij toen de seriemoordenaar heeft opgepakt. |            |                              |                  |                                 | |               |  |
| 182 | 11         | Lost Children of the Blood   | John David Coles | Christine Bailey                | Matt Burns - Virgil Clayne Crawford - Jeremy Parks Dan Butler - congreslid Price Maïté Alina - Sarah Price Shannon Esper - Caroline Price Christopher Abbott - Kyle Wyler                                                                                         | 8 juni 2010   |  |
| Wanneer het lichaam van een studente wordt gevonden, totaal gedraineerd van bloed, gaan Nichols en Stevens op onderzoek uit. Wat eerst lijkt op een verkeerd afgelopen seksspel brengt het verdere onderzoek hen naar ondergrondse clubs, bloeddonors en een fanatieke sekte die zichzelf onsterfelijk vinden. |            |                              |                  |                                 | |               |  |
| 183 | 12         | True Legacy                  | Yon Motskin      | Antoinette Stella               | José Zúñiga - senator Victor Caldera Holley Fain - Angela Caldera James Martinez - Rick Caldera Laura Harring - Marta Caldera Traci Godfrey - rechercheur Agnes Farley                                                                                            | 15 juni 2010  |  |
| Wanneer de eigenaar van een populaire mobiele snackbar wordt vermoord, die gevonden werd door zijn maîtresse, gaan Nichols en Stevens op onderzoek uit. Op het eerste gezicht denken zij dat de dader gezocht moet worden in de rivaliteit onder de concurrenten. Dan leidt het onderzoek hen naar de familie Calderas, een machtige politieke familie die er alles aan willen doen om hun dynastie te beschermen. |            |                              |                  |                                 | |               |  |
| 184 | 13         | The Mobster Will See You Now | Jean de Segonzac | Michael Angeli                  | Adam Rothenberg - Henry Di Piano Joseph Siravo - Magglio 'Mag' Di Piano Daniel London - dr. Joel Silverstern Kelly AuCoin - dr. Shelly Springe Nick Sandow - Roydell Getty Lenny Venito - Dominic 'Dom' Fabrigazzi jr. Vincent Curatola - Anthony 'Blev' Blevvins | 22 juni 2010  |  |
| Wanneer een medewerker van de United States Department of Health and Human Services wordt vermoord gaan Nichols en Stevens op onderzoek uit. Zij ontdekken dat het slachtoffer voor zijn dood twee dokters onderzocht die hun patiënten te veel berekenden. Het blijkt dat de dokters nog een geheim hebben, zij worden gefinancierd door de maffia. |            |                              |                  |                                 | |               |  |
| 185 | 14         | Palimpsest                   | Darnell Martin   | Mark Malone                     | Mili Avital - Lenore Abrigaille Tom Bloom - Palmer Abrigaille Erik Jensen - Richard Celeste Brennan Brown - Merrill Louis Cancelmi - Bernard | 29 juni 2010  |  |
| Wanneer een vermoord lichaam wordt gevonden gaan Nichols en Stevens op onderzoek uit. Het slachtoffer blijkt een oud familievriend te zijn van Nichols. De moord blijkt een connectie te hebben met een verzonnen manuscript dat teruggaat naar de tijd van Christus. De zaak wordt gecompliceerd door de eerdere relatie tussen Nichols en de dochter van het slachtoffer. |            |                              |                  |                                 | |               |  |
| 186 | 15         | Inhumane Society             | Michael Smith    | Courtney Parker Geoffrey Thorne | Dan Lauria - Sal Michael B. Jordan - Danny Ford Chris Chalk - Austin Darvis Nicoye Banks - Little Ron Ralph Macchio - Louis Marciano | 6 juli 2010   |  |
| Een opkomende jonge bokser, die net vrijgelaten was uit de gevangenis vanwege deelname aan illegale hondengevechten, wordt weer doelwit van een onderzoek door de politie. Nichols en Stevens onderzoeken hem nu voor een moord op een oud crewlid van de bokser. |            |                              |                  |                                 | |               |  |
| 187 | 16         | Three-In-One                 | Arthur W. Forney | Walon Green David Klass         | F. Murray Abraham - dr. Theodore Nichols Tom Lipinski - dr. Curtis / Andy Quinn / Tommy Joanne Baron - Hildy Glaser Robert Stanton - mr. Nower Bill Winkler - Norman Glaser Kate Nowlin - Terry Myers                                                             | 6 juli 2010   |  |
| Wanneer het lichaam van een succesvolle makelaar dood wordt gevonden in een kelder gaan Nichols en Stevens op onderzoek uit. Het onderzoek leidt hen naar een verdachte met drie persoonlijkheden. Om duidelijkheid te krijgen hoe deze met elkaar in connectie staan is Nichols genoodzaakt om, tegen zijn zin, hulp te vragen aan zijn vader. |            |                              |                  |                                 | |               |  |